# Vasundhara Raje
Vasundhara Raje Scindia (Devanagari: वसुंधरा राजे) (nacida el 8 de marzo de 1953) es una política india quien ejerció el cargo de 13.º Primer Ministro de Rajasthan desde 2013 al 11 de diciembre de 2018 - anteriormente ejerció el mismo cargo de 2003 a 2008 y fue la primera mujer en ejercer dicho cargo.

## Primeros años
Vasundhara Raje nació el 8 de marzo de 1953 en Bombay. Es hija de Vijayaraje Scindia - Shinde y Jivajirao Scindia - Shinde, Maharaja de Gwalior, miembros de la prominente familia Maratha real Scindia. Ella completó su educación escolar desde el Convento de Presentación, Kodaikanal, Tamil Nadu, y más tarde se graduó en Economía y Ciencia Política (Hons.) de la Universidad Sophia, afiliado a la Universidad de Bombay, Bombay.

## Vida personal
Vasundhara Raje se casó con Maharaj Rana Hemant Singh, de la familia real Jat Dholpur, el 17 de noviembre de 1972, pero la pareja se separó un año más tarde.  Su hijo Dushyant Singh fue elegido al Lok Sabha de su anterior distrito, Jhalawar.
Sus hermanos son Yashodhara Raje Scindia, Ministro de Industria anterior de Madhya Pradesh, el tardío Madhavrao Scindia, el tardío Padmavati Raje 'Akkasaheb' Burman (1942–64), quien se casó con Kirit Deb Burman, último gobernante Maharaja de Tripura, y Usha Raje Rana (b. 1943) quien se casó en la familia Rana  de Nepal.

## Carrera política
En 1984, Raje ingresó al sistema político indio. Inicialmente, fue convertida en un Miembro del Ejecutivo Nacional del recientemente formado partido Bharatiya Janata (BJP). También fue elegida como miembro de la 8.º Asamblea Rajasthan de Dholpur. El mismo año, ella fue nombrada Vicepresidente del Yuva Morcha, Rajasthan BJP.

### Afiliación de la Asamblea Legislativa
- 1985-90 Miembro, 8.º Asamblea Legislativa Rajasthan de Dholpur
- 2003-08 Miembro, 12.º Asamblea Legislativa Rajasthan de Jhalrapatan
- 2008-13, 13.º  Asamblea Legislativa Rajasthande Jhalrapatan
- 2013-18, Miembro, 14.º Asamblea Legislativa Rajasthan de Jhalrapatan[5]
- 2018-presente, Miembro, 15.º Asamblea Legislativa Rajasthan de Jhalrapatan

### Afiliación de Parlamento

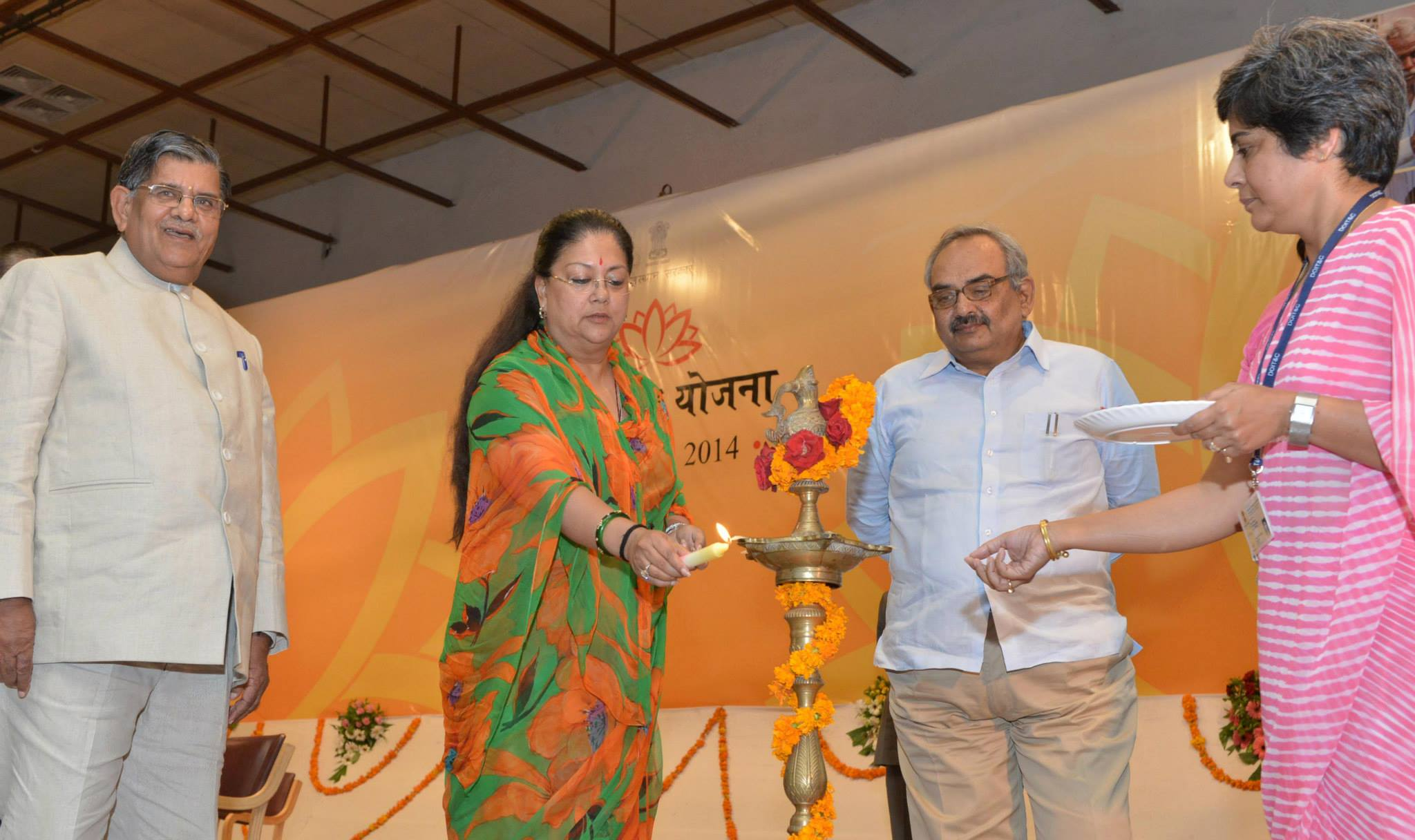
Vasundhara Raje Scindia en la inauguración de Bhamashah Yojana en Udaipur, Rajasthan.

- 1989-91 : Miembro, 9.º Lok Sabha
- 1991-96 : Miembro, 10.º Lok Sabha
- 1996-98 : Miembro, 11.º Lok Sabha
- 1998-99 : Miembro, 12.º Lok Sabha
- 1999-03 : Miembro, 13.º Lok Sabha

### Cargos desempeñados
- 1985-87 :                    Vicepresidente, Yuva Morcha BJP, Rajasthan
- 1987 :                       Vicepresidente, BJP, Rajasthan
- 1990-91 :                    Miembro, Comité de Biblioteca, Miembro, Comité Consultivo, Ministerios de Comercio y Turismo
- 1991-96 : Miembro, Comités Consultivos, Ministerios de Energía, Ciencia y Tecnología, Medioambiente y Turismo 1996-97 Miembro, Comité acerca de Ciencia y Tecnología, Medioambiente y Bosques, Miembro, Comités Consultivos, Ministerios de Energía, Ciencia y Tecnología y Turismo
- 1997-1998 : Secretario de Junta, Partido Parlamentario BJP
- 1998-99 : Ministro de Unión de Estado , Relaciones Exteriores
- 13 de octubre de 1999 - 31 agosto. 2001: Ministro de Unión de Estado (Cargo Independiente), Industrias de Escala Pequeña y Agro & Industrias Rurales; Departamento de Personal y Formación; Departamento de Pensiones y Bienestar de Pensionistas en el Ministerio de Personal, Pensiones y Quejas Públicas; Departamento de Energía Atómica y Departamento Espacial
- 1 de septiembre de 2001- 1 de noviembre de 2001: Ministro de Unión de Estado, Industrias de Escala Pequeña; Personal, Formación, Pensiones, Reformas Administrativas & Quejas Públicas; Departamento de Energía Atómica; y Departamento Espacial (Cargo Independiente) 2 de noviembre de 2001-
- 29 de enero de 2003– 8 de diciembre de 2003: Ministro de Unión de Estado, Industrias de Escala Pequeña; Personal, Formación, Pensiones, Reformas Administrativas & Quejas Públicas; Planificación; Departamento de Energía Atómica; y Departamento Espacial (Cargo Independiente) 14 de noviembre de 2002 -
- 14 de diciembre de 2003 – Presidente, BJP, Rajasthan
- 8 de diciembre de 2003 – 8 de diciembre de 2008: Primer Ministro, Rajasthan
- 2 de enero de 2009 – 8 de diciembre de 2013: Dirigente de Oposición, Asamblea Legislativa Rajasthan
- 8 de diciembre de 2013 – 11 de diciembre de 2018: Primer Ministro, Rajasthan
- Vicepresidente nacional del Partido Bharatiya Janata 11 de enero de 2019-

## Trabajos
- Rajasthan Gaurav Yatra por Vasundhara Raje[6]
- Bhamashah Yojana por Vasundhara Raje[7]
- iStart Rajasthan por Satyam Kumar y Vasundhara Raje[8][9]
- Jal Swavlamban por Vasundhara Raje[10][11]
- Ver Más Esquemas de Vasundhara Raje[12]

## Logro(s)
En 2007,  Vasundhara Raje recibió el "Premio Mujeres Unidas" de la ONU por servicios prestados hacia el autoempoderamiento de las mujeres.

## Libro
Libro sobre la vida de Vasundhara Raje llamado Vasundhara Raje aur Vikasit Rajasthan escrito por el historiador Vijay Nahar y publicado por Prabhat Prakashan, y regalado en primer lugar al Gobernador de Rajasthan.